# Calcio in Iran
Il calcio in Iran è lo sport più popolare insieme al wrestling. Da decenni è parte della vita degli iraniani ed è praticato ampiamente nelle scuole, per le strade, nei luoghi pubblici e a livello di club.

## Aspetti sociali
Il primo club calcistico iraniano, l'Iran Club, fu costituito nel 1920 e comprendeva Karim Zandi, i fratelli Khan Sardar, i fratelli Amir-Aslani, Mohammad Ali Shokooh, Azizollah Afkkhami, Reza Kalantar, Sheybani, Hasan Meftah, Herand, Galustyan, Khajeh-Noori, Reza Rabizadeh, Hambarson, Ashrafi. Poco dopo nacquero squadre formate dagli studenti dell'American College e della Scuola di scienze politiche di Teheran. In questo periodo molti calciatori che erano attivi all'estero, come i fratelli Hossein Sadaghiani e Khan-Sardar, che giocarono nel campionato belga, tornarono in patria e contribuirono a diffondere la pratica del calcio nel loro paese di origine. Tra la fine degli anni '50 e i primi anni '60 del XX secolo il calcio era divenuto uno sport popolare in Iran, tanto che dal 1960 si disputò con regolarità il campionato iraniano.

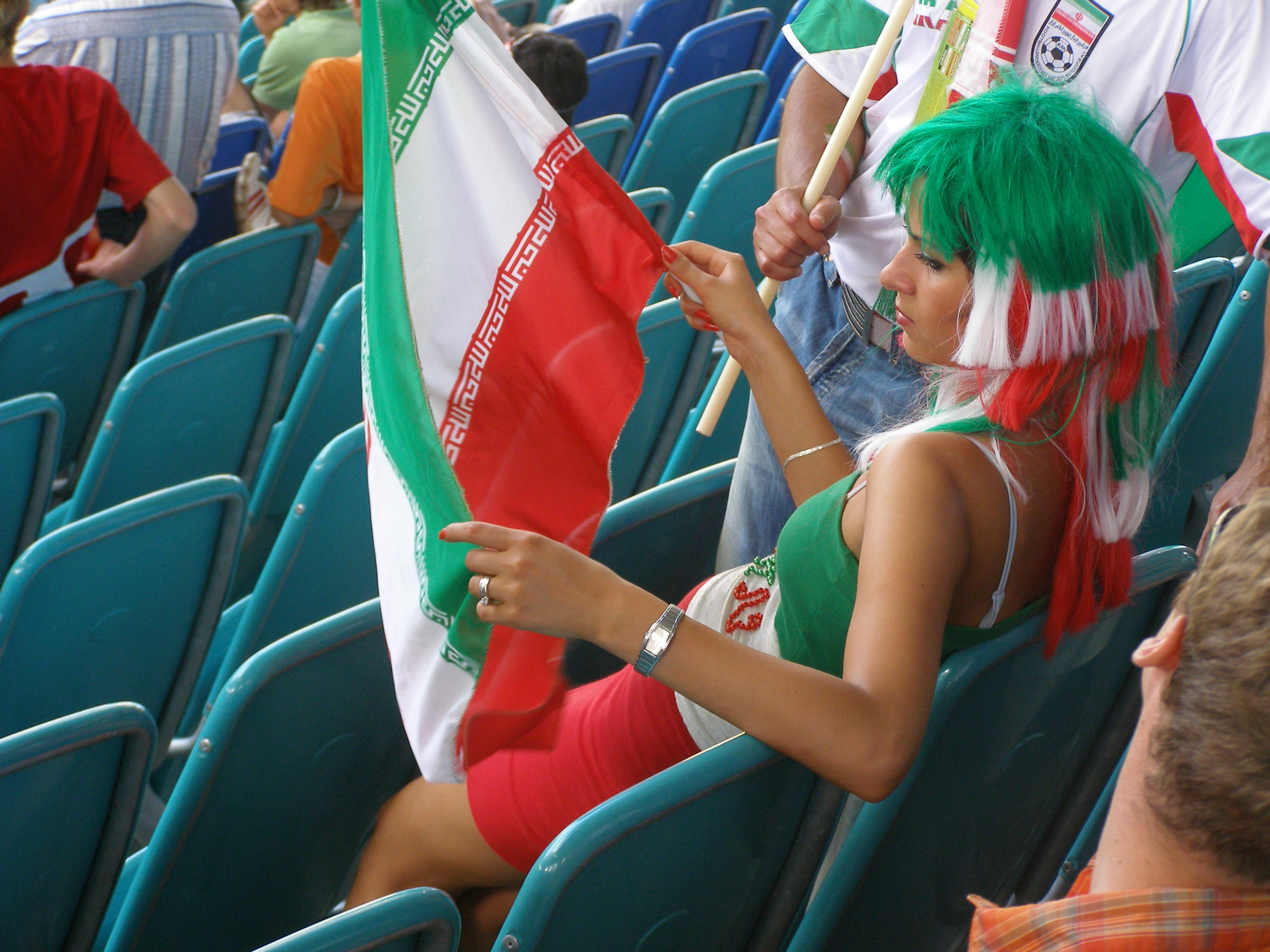
Tifosa iraniana assiste a Iran- a.

Dagli anni ottanta il numero di appassionati di calcio in Iran ha registrato una crescita esponenziale. Nel paese il calcio ha ormai invaso ogni aspetto della vita sociale, tanto che è assai comune incontrare bambini che giocano a calcio in strade strette, in particolar modo a sud e ad est di Teheran. Questa forma di calcio, soprannominata "gol-koocheak" ("piccola-rete"), normalmente si pratica su terreni delimitati da linee violacee o rosse e con palloni bianchi venduti nei "dokoon", gli empori iraniani. Il calcio di strada di solito si pratica con palle di plastica "dolayeh" (a due strati) o "selayeh" (a tre strati), poiché la singola palla di gomma risulta troppo difficile da controllare. Per costruire una palla di plastica "dolayeh" (a due strati) si usano due palloni. Il primo è tagliato, mentre l'altro è inserito nel duro guscio di plastica del primo pallone. Dato che il calcio si pratica in aree strette e chiuse (e spesso con reti molto piccole), i bambini iraniani che giocano a calcio per le strade tendono a essere piuttosto dotati tecnicamente.
È inoltre grande la popolarità di cui, in Iran, gode il calcio presso le donne. Nell'ottobre 2018, per la prima volta dal 1979, alcune donne iraniane (circa 300) hanno potuto assistere a una partita di calcio allo stadio Azadi di Teheran, l'amichevole tra Iran e Bolivia, sebbene fossero quasi tutte mogli o parenti dei calciatori e sotto stretto controllo delle autorità.
Nel settembre 2019 una ragazza iraniana di 29 anni, Sahar Khodayari, arrestata e incriminata per aver provato ad entrare, nel marzo precedente, nello stadio Azadi travestendosi da uomo, è morta per le ustioni riportate dopo essersi data fuoco. L'episodio ha avuto grande eco mediatica e ha fatto della giovane un simbolo della protesta per l'accesso libero delle donne negli stadi.
Nell'ottobre 2019 il match di qualificazione al campionato del mondo 2022 tra Iran e Cambogia, terminato 14-0 per i padroni di casa allo stadio Azadi, è stata la prima partita a cui hanno potuto assistere migliaia di tifose, infrangendo così un tabù quarantennale per il paese asiatico. Alle donne sono stati riservati 3 500 posti in un impianto sportivo che ha una capienza di oltre 78 000 spettatori.

## Aspetti politici
Nella fase finale del campionato del mondo del 1998 l'Iran si trovò opposto agli Stati Uniti. La partita, valida per la seconda giornata del gruppo F, fu importantissima per i suoi risvolti politici, dato che i due stati non avevano relazioni diplomatiche ufficiali da vent'anni. Prima del match le due squadre si schierarono abbracciate per una foto storica, dopodiché ci fu un confronto molto sentito e dalla forte carica agonistica, che vide la vittoria degli asiatici per 2-1. Il risultato fu accolto in patria come un trionfo.

## Stadi principali
- Stadio Azadi, Teheran - il più capiente dell'Iran e il terzo più grande al mondo
- Stadio Dr. Azodi, Rasht
- Stadio Bagh Shomal, Tabriz
- Stadio Enghelab, Karaj
- Stadio Foolad Shahr, Isfahan
- Stadio Hafezieh, Shiraz
- Stadio Iran Khodro, Karaj
- Stadio Naghsh-e-Jahan, Isfahan
- Stadio Nassiri, Yazd
- Stadio Rah Ahan, Teheran
- Stadio Samen, Mashhad
- Stadio Shahid Dastgerdi, Teheran
- Stadio Shahid Shiroudi, Teheran
- Stadio Shiroudi, Karaj
- Stadio Shohada, Noshahr
- Stadio Takhti, Abadan
- Takhti, Ahvaz
- Stadio Takhti, Bandar-e Anzali
- Stadio Takhti, Teheran
- Stadio Yadegar-e-Emam, Tabriz